# Карлова, Людвига Александровна
Людвига Александровна Карлова (28 марта 1946, Свердловск — 10 сентября 1996, Мурманск) — советская и российская актриса театра. Заслуженная артистка России (1992).

## Биография
В 1962—1964 годах училась в Свердловском театральном училище, на отделении «Актер драматического театра».
С 1964 года — актриса различных российских театров.
В 1970-х годах актриса Тбилисского русского театра им. Грибоедова.
В 1980 году актриса Калининградского драматического театра.
С января 1981 года — актриса Мурманского областного драматического театра.
Погибла 10 сентября 1996 года в Мурманске во время пожара в доме № 2 на улице Тарана.
Похоронена на Новом мурманском городском кладбище.

## Театральные работы

### Тбилисский русский театр имени Грибоедова[3][5]
- Валентина «Прошлым летом» А. Вампилова,
- Маша «Прощание в июне» А. Вампилова,
- Любовь Шевцова «Молодая гвардия» А.Фадеева,
- Миледи «Три мушкетера» А. Дюма,
- Сонька «Энергичные люди» В. Шукшина,
- Она «Райские яблочки» А. Котетишвили,
- Цыренжапова «Проводы» И. Дворецкого
- Гермия «Сон в летнюю ночь» У. Шекспира

### Мурманский областной драматический театр
- Серафина «Татуированная роза» Т. Уильямса,
- Мария Нагая «Смерть Иоанна Грозного» А. Толстого,
- Эльмира «Тартюф» Ж.‑Б. Мольера,
- Кураж «Матушка Кураж и её дети» Б. Брехта,
- Нина Ивановна «Ретро» А. Галина,
- Хелен «Вкус мёда» Т. Ричардсона

## Отзывы театральных деятелей и критиков
«Даже используя очень смелые внешние характерные штрихи, как, например, это делает актриса Людвига Карлова в роли журналистки Цыренжаповой, исполнители ни на минуту не нарушают органичность внутренней жизни образа. Так, Людвига Карлова убедительно раскрывает нам драматическую судьбу молодой женщины, одиноко воспитывающей детей, и робко, кажется, даже с безнадежной тоской жаждущей чуда — встречи с человеком, которому она была бы нужна» 
(Вента Вецумниеце, «Человек и его дело». «Советская Латвия»). 

«Круг разнообразных интересов невесты Маши раскрывает перед нами с большим артистическим мастерством Людвига Карлова» 
(Гунар Трейманис, «В центре внимания современник и его точка зрения». «Ригас Балсс»).